# Бук (зенитный ракетный комплекс)
«Бук» (индекс ГРАУ — 9К37, по кодификации МО США и НАТО — SA-11 Gadfly, англ. овод) и его модификации — самоходный зенитный ракетный комплекс (ЗРК), предназначенный для борьбы с маневрирующими аэродинамическими целями на малых и средних высотах (от 30 метров до 14—18 километров) в условиях интенсивного радиопротиводействия.

## История создания
13 января 1972 года по правительственному постановлению СССР были начаты работы над новым ЗРК 9К37 (или «Бук») на замену комплексу 2К12 (или «Куб»). Головным разработчиком комплекса был назначен Научно-исследовательский институт приборостроения имени В. В. Тихомирова под руководством главного конструктора А. А. Растова.
Принять на вооружение ВС Союза ССР комплекс планировалось в 1975 году, для ускорения работ принятие на вооружение было решено разделить на два этапа. Первый этап предусматривал введение в состав комплекса 2К12 «Куб-М3» самоходной огневой установки 9А38 с ракетами 9М38 в каждую батарею. В таком виде в 1978 году на вооружение был принят ЗРК 2К12М4 «Куб-М4».
Второй этап предполагал полное принятие всего комплекса в составе станции обнаружения 9С18, командного пункта 9С470, самоходной огневой установки 9А310, пуско-заряжающей установки 9А39 и ЗУР 9М38.
Совместные испытания комплекса были начаты на полигоне Эмба в ноябре 1977 года и продолжались до марта 1979 года, после чего комплекс в полном составе был принят на вооружение.

## Состав комплекса 9К37 «Бук»
- КП — 9С470
- СОЦ — 9С18 «Купол»
- СОУ — 9А310 (первоначально 9А38)
- ПЗУ — 9А39

Организационно в отдельной зенитной ракетной бригаде (озрбр):
- КП (ПБУ бригады из состава АСУ «Поляна-Д4»):
  - четыре зрдн:
    - КП 9С470
    - СОЦ 9С18 «Купол»

  - три зрбатр:
    - две СОУ 9А310
    - одна ПЗУ 9А39

  - подразделение технического обеспечения и обслуживания.
  - взвод связи

## Состав комплекса 9К37 «Бук-М1»
- КП 9С470М1
- СОЦ 9С18М1 «Купол»
- СОУ 9А310М1
- ПЗУ 9А39М1

## Состав комплекса 9К37М1-2 «Бук-М1-2»
- КП 9С470М1-2 - 1 ед.
- СОЦ 9С18М1-1 «Купол» - 1 ед.
- СОУ 9А310М1-2 -6 ед.
- ПЗУ 9А39М1-2 - до 6 ед.

## Состав комплекса 9К317 «Бук-М2»
- КП 9С510
- СОЦ 9С18М1-1 «Купол» (или 9С112)
- СОУ 9А317
- РПН 9С36
- ПЗУ 9А316

## Модификации

### Бук-М1
Сразу после принятия ЗРК 9К37, по постановлению ЦК КПСС и Совета министров СССР в 1979 году были начаты работы по дальнейшей модернизации комплекса. Испытания модернизированного комплекса были проведены в 1982 году. По их результатам ЗРК «Бук-М1» был принят на вооружение. Анализ результатов испытаний показал, что по сравнению с базовым вариантом зона поражения была значительно увеличена, вероятность поражения крылатых ракет ALCM — не менее 40 %, вертолёты «ХьюКобра» сбиваются с вероятностью от 60 до 70 %, зависшие вертолёты на дальностях от 3,5 до 5 км могут быть поражены с вероятностью от 30 до 40 %. Введена возможность распознавания трёх классов целей: самолёта, вертолёта, баллистической ракеты. Внедрены технические и организационные мероприятия для эффективного противодействия противорадиолокационным ракетам. Все средства ЗРК «Бук-М1» имеют полную взаимозаменяемость с элементами комплекса базовой модификации. В 1983 году комплекс был принят на вооружение. За рубеж поставлялся под наименованием «Ганг».

### 9К37М1-2 «Бук-М1-2»
В декабре 1992 года распоряжением Президента Российской Федерации были начаты работы над комплексом 9К37М1-2 «Бук-М1-2». Основной задачей модернизации было внедрение ЗУР 9М317 в уже существующие средства ЗРК 9К37М1 «Бук-М1». Доработка комплекса проводилась в период с 1993 по 1996 годы. В 1998 году ЗРК 9К37М1-2 «Бук-М1-2» был принят на вооружение армии Российской Федерации.

### 9К317 «Бук-М2»
С началом малой модернизации комплекса 9К37 развернулись работы над созданием глубоко модифицированного варианта, способного вести огонь по 24 целям. По сравнению с предыдущими модификациями зона поражения самолётов типа F-15 была увеличена до 50 км, вероятность поражения крылатых ракет ALCM на дальностях до 26 км — от 70 до 80 %, вертолёты могли быть поражены с вероятностью от 70 до 80 %. Максимальная скорость обстреливаемых целей 1100 м/с навстречу и 300—400 м/с вдогон. Комплекс может быть развёрнут за 5 минут, темп стрельбы составляет 4 секунды, а время реакции — 10 с. В 1988 году комплекс был принят на вооружение ПВО СВ. Из-за распада СССР и тяжёлой экономической ситуации в России серийное производство комплекса развёрнуто не было. Спустя 15 лет документация на комплекс была доработана под современную элементную базу серийного производства. С 2008 года комплекс поступил в войска Российской Федерации.
В 1990-е годы был разработан и прошёл совместные испытания вариант комплекса «Бук-М2Э»-«Урал», предназначенный для войск ПВО. Все средства комплекса размещены на колёсных тягачах повышенной проходимости типа КрАЗ и полуприцепах «ЧМЗАП».
«Бук-М2Э» в состоянии эффективно уничтожать цели, обладающие эффективной площадью рассеяния (ЭПР) на уровне до 0,05 м² с вероятностью поражения на уровне 0,6-0,7, время на смену позиции после развёртывания (5 минут) составляет всего 20 секунд.
ЗРК «Бук-М2» обеспечивают возможность поражения тактических баллистических ракет противника с дальностью пуска до 150—200 километров.

### 9К317М «Бук-М3»
Комплекс на новой элементной базе с прежней модернизированной ракетой и значительно расширенными возможностями. Принят на вооружение в 2016 году.

### 9К317ЭК «Бук-М2ЭК»
Экспортный вариант комплекса «Бук-М2», размещённый на колёсном тягаче МЗКТ-69221.

### 3К90 М-22 «Ураган»
Морская версия комплекса «Бук» (по классификации НАТО — SA-N-7). Экспортная версия — «Штиль».

### 9К37МБ «Бук-МБ»
В мае 2005 года в Минске представлен белорусский вариант модернизации комплекса ПВО средней дальности 9К37 «Бук» — ЗРК «Бук-МБ».
На военном параде в Баку 26 июня 2013 года в честь 95-летия вооруженных сил Азербайджанской Республики были продемонстрированы закупленные у Белоруссии средства модернизированного ЗРК «Бук-МБ», в частности, 6 СОУ 9А310МБ, 3 ПЗУ 9А39МБ, пункт боевого управления 9С470МБ и радиолокационная станция 80К6М. В частности, средства комплекса были доработаны для использования новой ЗУР 9М317, которые производятся в России на ОАО «Долгопрудненское научно-производственное предприятие». Кроме того, штатная РЛС ЗРК «Бук-М1» 9С18М1 была заменена на мобильную трёхкоординатную РЛС кругового обзора 80К6М на колёсном шасси МЗКТ «Волат» совместной белорусско-украинской разработки.

### FrankenSAM
В октябре 2023 издание The New York Times сообщило, что украинский и американский ВПК смогли интегрировать ракеты RIM-7 Sea Sparrow в ЗРК «Бук». Этот и другие подобные проекты (например, интеграция ракет Patriot на неизвестный советский ЗРК (возможно С-300)) получили неформальное название FrankenSAM (англ. Frankenstein+SAM — Франкенштайн+ЗРК). Издание отмечает, что первые несколько пусковых ЗРК "Бук" адаптированных к пуску RIM-7 уже успешно прошли все испытания и недавно поступили в Украину. Также были раскрыты данные по количеству гибридов FrankenSAM на основе "Бука" и темпы их "производства": американские специалисты переработали за месяц 5 установок, еще на очереди 17, которые Украина готова предоставить для переоборудования. То есть в общей сложности речь идет о первой части из 23, скорее всего, самоходных огневых установок 9А310 с возможностью запуска RIM-7. Учитывая достаточно быстрые темпы адаптации "Бук", если они будут сохранены, еще 17 установок, которые сейчас ожидают своей очереди, могут быть переработаны еще до конца зимы. А в дальнейшем эту операцию вполне могут пройти и находящиеся на вооружении ВСУ другие ЗРК "Бук". Таким образом, сам процесс адаптации не требует огромного времени, а в нынешних реалиях, когда речь идет об одном 9А310 менее чем за неделю, вообще могут считаться молниеносными. В то же время, замена штатной зенитной ракеты 9М38 на RIM-7 Sea Sparrow означает, что дальность уничтожения аэродинамических целей составит для ЗРК "Бук" до 20 км (по некоторым источникам до 30 км) и до 15 км по высоте. Для сравнения в 9М38, которая весит втрое больше (690 кг против 230 кг) и длиннее на два метра и толще вдвое (5,5 метра и 400 мм против 3,6 метра и 203 мм), дальность уничтожения целей составляет до 30 км. В то же время, меньшие габариты RIM-7 вполне могут позволить увеличить количество ракет на пусковой.

## Основные ТТХ
|                                              | 9К37 «Бук» | 9К37М1 «Бук-М1» | 9К37М1-2 «Бук-М1-2» | 9К317 «Бук-М2» | 9К317Э «Бук-М2Э» | 9К317М «Бук-М3» |
| -------------------------------------------- | ---------- | --------------- | ------------------- | -------------- | ---------------- | --------------- |
| Начало серийного производства                | 1979       | 1983            | 1998                | 2008           | Экспортный       | 2016            |
| Зона поражения по дальности, км              |            |                 |                     |                |                  |                 |
| — самолётов типа F-15                        | 3,5..25—30 | 3..32—35        | 3..45               | 3..50          | 3..40—45         | 2,5..70         |
| — ТБР типа MGM-52 «Ланс»                     | —          | —               | до 20               | 15..20         | до 20            |                 |
| — ПРР типа AGM-88 HARM                       | —          | —               | до 20               | до 20          | 15..20           |                 |
| — КР типа AGM-86                             | 20..25     | 20..25          | 20..26              | 20..26         |                  |                 |
| — надводных целей типа Эсминец               | —          | —               | 3..25               | 3..25          |                  |                 |
| Зона поражения по высоте, км                 |            |                 |                     |                |                  |                 |
| — самолётов типа F-15                        | 0,025..20  | 0,015..22       | 0,015..25           | 0,01..25       | 0,015..22—25     | 0,015..35       |
| — ТБР типа MGM-52 «Ланс»                     | —          | —               | 2..16               | 2..16          |                  |                 |
| — ПРР типа AGM-88 HARM                       | —          | —               | 0,1..15             | 0,1..15        | 0,1..15          |                 |
| Количество одновременно обстреливаемых целей | 18         | 18              | 22                  | 24             | 24               | 36*             |
| Вероятность поражения цели одной ЗУР         |            |                 |                     |                |                  |                 |
| — истребителя                                | 0,8..0,9   | 0,8..0,95       | 0,9..0,95           | 0,9..0,95      | 0,9..0,95        | 0,9999          |
| — вертолёта                                  | 0,3..0,6   | 0,3..0,6        | 0,3..0,6            | 0,7..0,8       | 0,3..0,4         |                 |
| — крылатой ракеты                            | 0,25..0,5  | 0,4..0,6        | 0,5..0,7            | 0,7..0,8       | 0,7..0,8         |                 |
| Максимальная скорость поражаемых целей, м/с  | 800        | 800             | 1100                | 1100           | 1100             | 3000            |

## На вооружении
- Азербайджан — «Бук-МБ» и «Бук-М1» на вооружении, по состоянию на 2022 год[20] 18 ЗРК «Бук-М1»(3 дивизиона) поставлены в 2012 году[21] 1 ЗРК 9К317 или 9К37МБ и 100 ЗУР 9М317 поставлены в 2013 году[22].
- Армения — 6 ПУ «Бук-М1-2» на вооружении, по состоянию на 2022 год[20][23]
- Алжир — 3 ЗРК «Бук-М2E» по состоянию на 2022 год[20]
- Беларусь — 4 дивизиона 9К37 «Бук-М1» (24 ПУ и 12 ПЗУ), по состоянию на 2024 год[24][25]
- Венесуэла — 9 «Бук-М2Е», по состоянию на 2023 год[26]
- Грузия — 1—2 дивизиона ЗРК «Бук-М1», по состоянию на 2022 год[20]
- Египет — более 40 «Бук-М1-2» и «Бук-М2Е», по состоянию на 2023 год[27] ЗРК 9К37М1-2 «Бук-М1-2» и 100 ЗУР 9М317 поставлены в 2007 году из России[22], ещё один ЗРК 9К317 «Бук-М2» поставлен (или модернизирован из ранее поставленного ЗРК «Бук-М1-2») из России в 2014 году[22].
- Казахстан — 3 ЗРК «Бук-М2E», по состоянию на 2023 год[28]
- Кипр — 4 «Бук-М1-2» по состоянию на 2024 год[29]
- Россия
  - Сухопутные войска России — около 200 9К37М1(Бук-М1-2), около 90 9К317(Бук-М2) и около 60 9К317М(Бук-М3) по состоянию на 2024 год[30].
  - Воздушно-космические силы Российской Федерации — 80 ЗРК 9К317(Бук-М2) и 9К37М1-2(Бук-М1-2) по состоянию на 2024 год[31].
- Сирия — 20 «Бук[32]» и 8«Бук-М2», по состоянию на 2022 год[20][33] По различным данным. По данным The Military Balance, по состоянию на 2013 год в Сирии имелось 20 единиц ЗРК «Бук»[34]. По информации Центра анализа мировой торговли оружием, только 18 комплексов «Бук-М2Э» были поставлены из России в 2008 году[35]. По данным Стокгольмского института исследования проблем мира, контрактом между Россией и Сирией всего предусматривалось поставить 8 комплексов «Бук-М2Э» и 160 — ЗУР 9М317, которые были переданы сирийской стороне в период с 2010 по 2013 годы[22].
- Украина — около 50 ЗРК «Бук-М1» по состоянию на 2024 год[36]

### Ранее стоял на вооружении
- СССР — 300 пусковых установок 9А310 и пускозаряжающих установок 9А39 по состоянию на 1991 год[37], перешли к образовавшимся после распада государствам.
- Финляндия — 3 дивизиона (18 СОУ и ПЗУ, 288 ЗУР 9М38) ЗРК «Бук-М1»[38], поставленных в 1997 году в счет погашения госдолга СССР[39]. В 2008 году Финляндия приняла решение отказаться от эксплуатации зенитных ракетных комплексов «Бук-М1», которые несли боевое дежурство по охране Хельсинки. Решение принято в связи с тем, что системы управления ЗРК подвержены дешифрованию[40]. В качестве замены планировалась закупка, начиная с 2009 года, норвежско-американских ЗРК NASAMS с ракетой AIM-120 AMRAAM на сумму около 458 млн долл.[41] По состоянию на 2016 год стоят на вооружении и используются под обозначением ITO 96.[42]

### Несостоявшиеся поставки
- Мьянма — по состоянию на 2007 год велись переговоры с «Рособоронэкспортом» о поставке ЗРК «Бук-М1-2»[43].
- Саудовская Аравия — по состоянию на 2007 год сообщалось о возможности заключения в 2008 году контракта на поставку ЗРК на сумму в 500 млн долл.[44]

## Боевое применение
- Грузино-абхазский конфликт — в результате ошибочной идентификации российским ЗРК «Бук» сбит абхазский штурмовик L-39, при этом погиб командующий ПВО Абхазии Олег Чанба[45][46].
- Первая чеченская война — один отдельный зенитно-ракетный дивизион использовался российскими войсками[47].
- Война в Грузии (2008) — по заявлению Минобороны России, сделанному 20 августа 2008 года, в ходе войны комплексами «Бук-М1» украинского дивизиона в Грузии были сбиты все четыре официально признанных потерянными российских боевых самолёта (разведчик Ту-22МР и три штурмовика Су-25)[48]. Исследователями эти данные оспариваются (см. статью Потери авиации в ходе войны в Грузии (2008)).
- Война в Донбассе — 17 июля 2014 года комплексом «Бук»[49][50][51] сбит самолёт Boeing 777 на востоке Донецкой области в районе села Грабово недалеко от города Тореза. Объединённая следственная группа (JIT), в которую вошли представители Нидерландов, Бельгии, Австралии и Украины, представила доклад, согласно которому «Бук», сбивший самолёт, принадлежал российским вооруженным силам[52].
- Гражданская война в Сирии — сирийские ПВО отразили ракетный удар США, Британии и Франции в 2018 году[53]. По информации Министерства обороны России, всего было применено 103 крылатых ракеты, из которых сирийскими средствами ПВО успешно перехвачена 71 крылатая ракета. В отражении ракетного удара были задействованы средства ПВО С-125, С-200, «Бук», «Квадрат» и «Оса»[54]. Из комплексов «Бук» было выпущено 29 ракет, поразивших 24 цели[55]. Министерство обороны США опровергает эти заявления, согласно данным Пентагона, все заявленные цели были поражены, ПВО Сирии не смогли перехватить ни одной ракеты или самолёта[56].
- Вторжение России на Украину. Применяется обеими сторонами. Зафиксировано уничтожение российских ЗРК «Бук» с помощью Bayraktar TB2[57]. Комплексы «Бук», наряду с ЗРК С-300, являются основой украинских сил ПВО[58] и показали небольшую эффективность против российских самолетов[59]. Однако украинские комплексы «Бук» и С-300 сильно пострадали в первую неделю боёв на севере Украины, особенно севернее Киева[60].

## Музейные экспонаты
- Музейный комплекс УГМК, г. Верхняя Пышма, Свердловская область.